# Ellen von Unwerth
Ellen von Unwerth (Francoforte, 17 de janeiro de 1954) é uma fotógrafa e diretora alemã.
Ela trabalhou como modelo por dez anos antes de se tornar fotógrafa e agora faz fotografias de moda, editoriais e publicitárias.
Em uma entrevista de 2018 para a Harper's Bazaar, ela explicou sua abordagem feminista da fotografia: "As mulheres em minhas fotos são sempre fortes, mesmo que sejam sexy. Minhas mulheres sempre parecem autoconfiantes. Tento fazê-las parecer tão bonitas quanto eles podem porque toda mulher quer se sentir bonita, sexy e poderosa. É isso que tento fazer".

## Carreira
O primeiro trabalho notável de Von Unwerth foi quando ela fotografou Claudia Schiffer pela primeira vez em 1989. Seu trabalho foi publicado na Vogue, Vanity Fair, Interview, The Face, Arena, Twill, L'Uomo Vogue, I-D, and Playboy, e ela publicou vários livros de fotografia. 
Von Unwerth fez fotografia promocional para Duran Duran de 1994 a 1997 e fez algumas fotografias para o álbum Liberty de 1990 e o álbum Medazzaland de 1997. Seu trabalho foi usado em outras capas de álbuns de artistas tais como Bananarama, Belinda Carlisle, Cathy Dennis, Janet Jackson, Dido, Britney Spears, Christina Aguilera e Rihanna.
Von Unwerth dirigiu curtas-metragens para designers de moda, e videoclipes para vários músicos pop. Ela dirigiu comerciais e filmes para a web para Revlon, Clinique, L'Oreal e Equinox.
Ela mostra as mulheres de maneiras atraentes, sem objetificá- las. Em uma entrevista à V Magazine, ela disse: "Eu nunca forço as mulheres a fazerem nada, mas dou-lhes papéis a desempenhar para que estejam sempre ativas e com poder.
Von Unwerth recebeu o Prêmio Royal Photographic Society de Fotografia Editorial, Publicidade e Moda em 2020.

## Livros
- Snaps. [S.l.: s.n.] 1994. ISBN 0-944092-29-2
- Wicked. [S.l.: s.n.] 1999. ISBN 3-88814-899-5
- Couples. [S.l.: s.n.] 1998. ISBN 3-8238-0367-0
- Revenge. [S.l.: s.n.] 2003. ISBN 1-931885-14-1
- Omahyra & Boyd. [S.l.: s.n.] 2005. ISBN 2-914171-20-X
- Plumes et Dentelles. [S.l.: s.n.] 2005. ISBN 2-84114-772-X
- Fräulein. [S.l.: s.n.] 2009. ISBN 978-3-8365-1477-4 (collectors). Fräulein. [S.l.: s.n.] 2011. ISBN 978-3-8365-2808-5 (trade).
- The Story Of Olga. [S.l.: s.n.] 2012. ISBN 3-8365-3980-2
- Heimat. [S.l.: s.n.] 2017. ISBN 3-8365-2887-8

## Vídeos de música
- "Femme Fatale" – Duran Duran (1993)
- "I Will Catch You" – Nokko (1993)
- "Ain't Nuthin' But a She Thang" – Salt-N-Pepa (1995)
- "Are 'Friends' Electric?" – Nancy Boy (1995)
- "Electric Barbarella" – Duran Duran (1997)
- "Bring It On" – N'Dea Davenport (1998)
- "I Got Trouble" – Christina Aguilera (2007)
- "Fragment One-And I Kept Hearing" – Kenneth Bager (2010)
- "Year of 4" - Beyoncé (2011)
- "Never Been in Love" - Cobra Starship ft. Icona Pop (2014)